# Bandeamento G

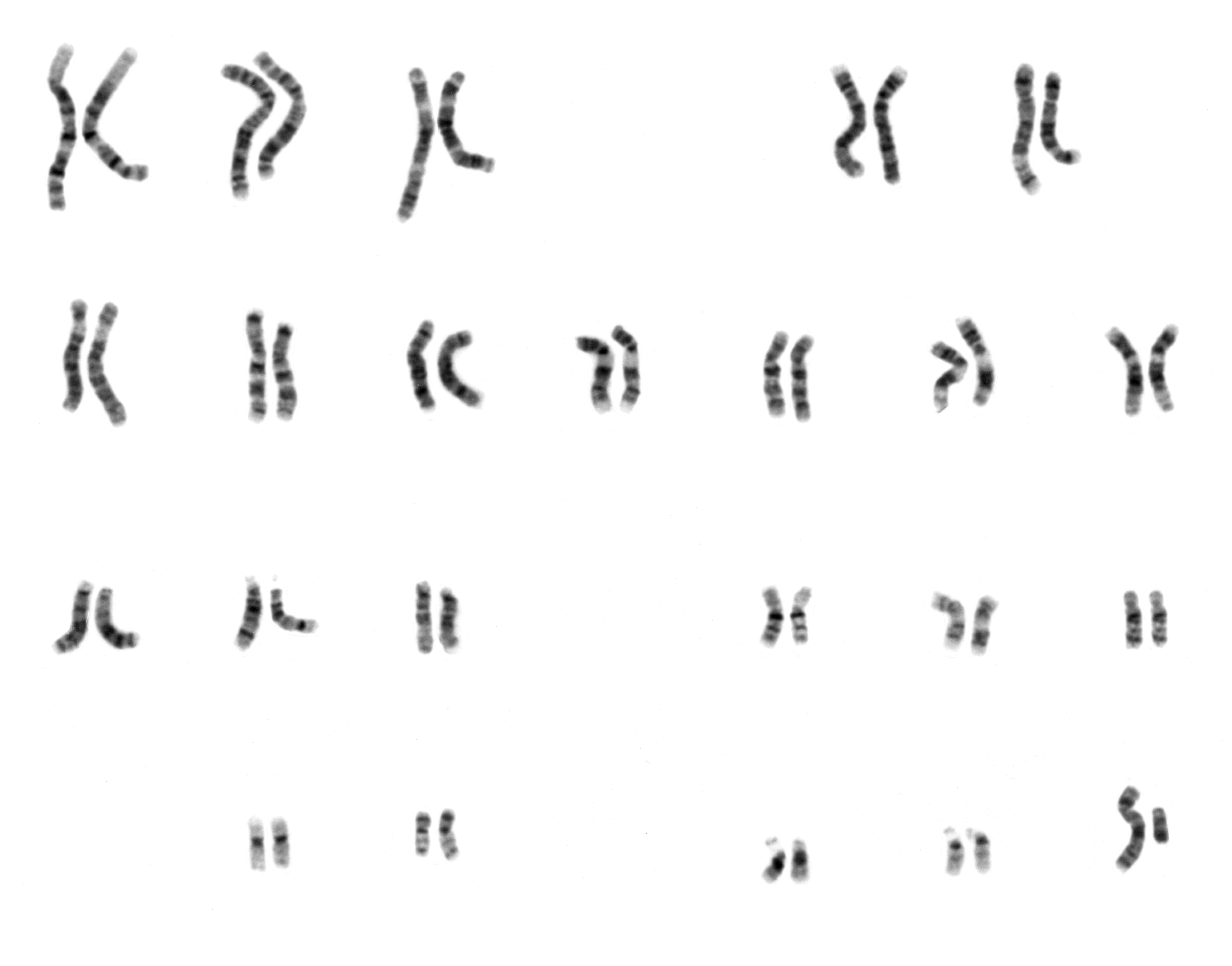
Bandeamento G: cariograma de um homem usando corante de Giemsa.

O bandeamento G ou bandeamento de Giemsa é uma técnica usada em citogenética para produzir um cariótipo visível pela coloração de cromossomos condensados. É útil para a identificação de doenças genéticas através da representação fotográfica de todo o complemento do cromossomo. Os cromossomos em metafase são tratados com tripsina (para digerir parcialmente o cromossomo) e coradas com corante de Giemsa. As regiões heterocromáticas, que tendem a ser ricas em adenina e timina (ricas em AT) DNA e relativamente pobre em genes, coram mais escuras no bandeamento G. Em contraste, a cromatina menos condensada, que tende a ser rica em guanina e citosina (rica em GC) e mais ativa transcricionalmente, incorpora menos corante Giemsa, e estas regiões aparecem como bandas claras no bandeamento G. O padrão de bandas são numerados em cada braço do cromossomo, do centrómero ao sistema de numeração telômero.Esse sisstema de numeração permite que qualquer banda no cromossomo seja identificada e descrito precisamente. O reverso do bandeamento G é obtido no bandeamento R. O bandeamento pode ser usado para identificar anormalidades cromossômicas, tais como translocações, porque há um padrão único de bandas claras e escuras para cada cromossomo.
É difícil identificar e agrupar os cromossomos com base na coloração simples, porque a cor uniforme das estruturas torna difícil diferenciar entre os diferentes cromossomos. Por isso, técnicas como o bandeamento G foram desenvolvidas que fazem "bandas" aparecem nos cromossomos. Estas bandas eram as mesmas em aparência nos cromossomos homólogos, assim, a identificação tornou-se mais fácil e mais precisa. Quanto menos condensados os cromossomos são, mais bandas aparecem quando usamos o bandeamento G. Isto significa que os diferentes cromossomos são mais distintos na prófase do que na metáfase. O protocolo de ácido com solução salina-Giemsa revela o bandeamento G.
| Tipo de bandeamento | Método de corante            |
| ------------------- | ---------------------------- |
| Bandeamento C       | heterocromatina constitutiva |
| Bandeamento G       | Corante de Giemsa            |
| Bandeamento Q       | Atabrine                     |
| Bandeamento R       | Corante de Giemsa reverso    |
| Bandeamento T       | telomérico                   |

## References
1. 1 2  Speicher, Michael R. and Nigel P. Carter.
2. ↑  Nussbaum, Robert; McInnes, Roderick; Willard, Huntington (2015). Thompson & Thompson, Genetics in Medicine Eighth ed. Canada: Elsevier Inc. p. 58. ISBN 978-1-4377-0696-3
3. ↑  Nussbaum, McInnes, Willard. Genetics in Medicine. [S.l.]: Elsevier. pp. 57–73. ISBN 9781437706963